# 富士の国
「富士の国」（ふじのくに）は、日本のミュージシャンである長渕剛の50枚目のシングル。

## 背景
2011年3月11日に発生した東日本大震災の影響を受けた被災地を訪れた長渕は、次は富士山へ行かなければならないとの思いが芽生え富士山へと足を運んだ。富士山の西側へと向かった長渕はふもとっぱらに辿り着き、「帰っておいで!」と迎え入れられた感覚を覚え、この場所でのオールナイトライブの決行を決意した。同年9月18日には記者会見にて2015年8月22日に富士山麓にてオールナイトライブを敢行すると発表した。
2015年に入り、長渕は富士山ライブに向けたBSフジのバラエティ番組『ブチまけろ! 炎の魂 長渕炎陣』を開始、1月4日から3月28日にかけて全11回がオンエアされた。また、富士山麓オールナイトライブの前哨戦として、3月6日の市原市市民会館から5月8日の鹿児島アリーナに至るまで、全国13都市全14公演におよぶライブツアー「HALL TOUR 2015 "ROAD TO FUJI"」を開催した。

## 録音
本作のプロデュースは長渕、高橋良一が担当、音楽面でのプロデュースはデニス・マーティンが担当、富士山麓オールナイトライブにて演奏するために制作された。
レコーディングは「HALL TOUR 2015 "ROAD TO FUJI"」中のコラニー文化ホールにて行われた。

## 音楽性
文芸雑誌『文藝別冊 長渕剛 民衆の怒りと祈りの歌』では、「富士の国というのは、国家や領土のことではない。つねに国のために、カネのためにといって、若い子の命を犠牲にしてしまうのが国家というもの。散ってしまったかけがえのない命。そういう命の破片がふりそそぎ、ねむりにつく場所が霊峰富士である。大地、土のことだといってもいい」、「ねむりについたその土から、かならず新しい生命が生まれてくる。長渕は、そういうあたらしい生命のうねりみたいなものを『陽がのぼる』と表現し、神だ、神秘だといっている。（中略）長渕にとって、明日とは『陽がのぼる』ことである」と表記されている。

## リリース
本作は3月6日の市原市市民会館でのライブにて初披露され、6月22日にリリースする予定である事が告知された。
4月27日には音楽ナタリー、BARKS、CDジャーナル、OKMusicなどのWeb媒体にて正式にリリースされる事が告知された。
その後、富士山の世界遺産登録日である6月22日にリリースされた。同シングルには当日の演奏の模様を収録した4曲入りのDVDが付属している。
「富士の国」のみ同時歌詞表示プレイヤー「プチリリ」で再生すると、歌詞とともにギターコードが表示されるキャンペーンが実施された。

## 批評
| 専門評論家によるレビュー             | 専門評論家によるレビュー |
| レビュー・スコア                     | レビュー・スコア         |
| 出典                                 | 評価                     |
| ------------------------------------ | ------------------------ |
| CDジャーナル                         | 肯定的                   |
| 文藝別冊 長渕剛 民衆の怒りと祈りの歌 | 肯定的                   |

- 音楽情報サイト『CDジャーナル』では、「ファンとの熱気が作り上げた奇跡の録音」と評されている[12]。

- 文芸雑誌『文藝別冊 長渕剛 民衆の怒りと祈りの歌』では、「富士山麓オールナイトコンサートでは、この曲を最後にやったのだが、もうとてつもない気迫にみちていた」と評されている[7]。

## チャート成績
オリコンチャートにおいて最高位11位、登場回数は12回となった。

## ライブ・パフォーマンス
本作は3月6日の市原市市民会館でのライブにて初披露され、「HALL TOUR 2015 "ROAD TO FUJI"」にてセットリストに入る形になった。
また、リリース前の6月21日には「奉納ライブ」として、富士山本宮浅間大社にて約1000人のファンの前で演奏した。
8月22日の「富士山麓 ALL NIGHT LIVE 2015」では、夜が明けた午前5時過ぎ事に富士山が雲の間から姿を現した瞬間から、20分以上に亘り演奏された。
8月27日のロックフェス「Jin Rock Festival in KAMO 2015」でも演奏された。

## シングル収録曲

### CD
| 全作詞・作曲・編曲: 長渕剛。 |                                |        |            |       |
| #                            | タイトル                       | 作詞   | 作曲・編曲 | 時間  |
| 1.                           | 「富士の国 <Live Version>」    | 長渕剛 | 長渕剛     | 14:38 |
| 2.                           | 「明日へ続く道 <Live ersion>」 | 長渕剛 | 長渕剛     | 7:41  |
| 合計時間:                    | 合計時間:                      | 22:19  |            |       |

### DVD
| 全作詞・作曲: 長渕剛。 |                        |        |            |
| #                      | タイトル               | 作詞   | 作曲・編曲 |
| 1.                     | 「富士の国」           | 長渕剛 | 長渕剛     |
| 2.                     | 「LONG LONG TIME AGO」 | 長渕剛 | 長渕剛     |
| 3.                     | 「くそったれの人生」   | 長渕剛 | 長渕剛     |
| 4.                     | 「明日へ続く道」       | 長渕剛 | 長渕剛     |
| 合計時間:              | 合計時間:              | 38:00  |            |

## スタッフ・クレジット

### 参加ミュージシャン
- 長渕剛 - ボーカル、ギター、ブルースハープ
- ichiro - ギター
- 矢野一成 - ドラムス
- 昼田洋二 - サクソフォーン
- ジョン・バトン（英語版） - ベース
- ピーター・ソーン - ギター
- ラス・アーウィン - キーボード
- 久保田陽子 - コーラス
- 鈴木佐江子 - コーラス
- MAYUKA - コーラス

### スタッフ
- 長渕剛 - プロデューサー、アート・ディレクター
- デニス・マーティン - 音楽プロデューサー
- 関淳二郎 - バンドマスター
- 諸鍛冶辰也 - レコーディング・エンジニア
- 前田康二（バーニー・グランドマン・マスタリング） - マスタリング・エンジニア
- 土岐和之（リバース） - バンド・コーディネーター
- 高橋良一（オフィスレン） - コ・プロデューサー
- 川上圭三 - デザイナー
- 辻徹也（博報堂） - 写真撮影
- 西岡浩記 - 写真撮影
- 河野鉄平（西日本シミズ） - 写真撮影
- ユニバーサルGEAR - セールス・マーケティング
- 喜本孝（ユニバーサルミュージック） - セールス・マーケティング部長
- 大橋陽 - ビデオディレクター
- 田村大（利休） - ビデオディレクター
- 辻野孝明 (teenei and co.,) - 衣装
- YOSHI MIYAMASU - 衣装
- 飯高昌彦（キョードー東京） - PR&マーケティング・ディレクター
- 田村有宏貴（キョードー東京） - ゼネラル・プロデューサー、チーフ・ツアー・マネージャー
- 新田和長（オフィスレン） - エグゼクティブ・プロデューサー
- 山崎芳人（キョードー東京） - スペシャル・サンクス
- 加藤謙吾 - スペシャル・サンクス
- 湯川れい子 - スペシャル・サンクス